# Miguel Murillo
Miguel Murillo (1898. március 24. – 1968. február 12.) bolíviai válogatott labdarúgókapus.
A bolíviai válogatott tagjaként részt vett az 1930-as világbajnokságon, ahol egyetlen mérkőzésen lépett pályára, méghozzá a jugoszlávok ellen. Ekkor az Oruro Royal játékosa volt.